# Hiraova reakce
Hiraova reakce je organická reakce, při níž reagují dialkylfosfity za přítomnosti palladia s arylhalogenidy za vzniku fosfonátů. Objevil ji Tošikazu Hirao a je podobná Michaelisově–Arbuzovově reakci, kterou lze provést pouze u alkylfosfonátů, zatímco Hiraova reakce může probíhat i u arylfosfonátů.